# (12649) Ascagne
(12649) Ascagne, désignation internationale (12649) Ascanios, est un astéroïde troyen jovien.

## Description
(12649) Ascagne est un astéroïde troyen jovien, camp troyen, c'est-à-dire situé au point de Lagrange L5 du système Soleil-Jupiter. Il présente une orbite caractérisée par un demi-grand axe de 5,154 UA, une excentricité de 0,148 et une inclinaison de 6,6° par rapport à l'écliptique.
Il est nommé en référence au personnage de la mythologie grecque Ascagne, acteur du conflit légendaire de la guerre de Troie.

## Compléments